# أندرو مكينتوش
أندرو مكينتوش (بالإنجليزية: Andrew McIntosh) هو سياسي أسترالي، ولد في 5 أبريل 1955 بملبورن في أستراليا. حزبياً، نشط في الحزب الليبرالي الأسترالي. وقد انتخب عضو الجمعية التشريعية فيكتوريا.